# Taxiárchis
Taxiárchis (Taksiarchis) är en ort i Grekland.   Den ligger i prefekturen Chalkidike och regionen Mellersta Makedonien, i den nordöstra delen av landet, 270 km norr om huvudstaden Aten. Taxiárchis ligger 666 meter över havet och antalet invånare är 903.
Terrängen runt Taxiárchis är kuperad. Runt Taxiárchis är det ganska glesbefolkat, med 21 invånare per kvadratkilometer. Närmaste större samhälle är Polýgyros, 8,7 km sydväst om Taxiárchis. I omgivningarna runt Taxiárchis växer i huvudsak blandskog.